# MTV Europe Music Awards 2006
Gli MTV Europe Music Awards 2006 sono stati trasmessi il 2 novembre 2006 simultaneamente al Bella Center e Rådhuspladsen in Copenaghen, Danimarca. Questa fu la 13 edizione degli MTV Europe Music Awards e fu presentata dal cantante Justin Timberlake.

## Premi
I vincitori della categoria sono evidenziati in grassetto.

### Miglior gruppo
- Black Eyed Peas
- Red Hot Chili Peppers
- The Pussycat Dolls
- Keane
- Depeche Mode

### Miglior canzone
- "Hips Don't Lie", Shakira featuring Wyclef Jean
- "SOS", Rihanna
- "Crazy", Gnarls Barkley
- "Maneater", Nelly Furtado
- "Dani California", Red Hot Chili Peppers

### Miglior artista femminile
- Madonna
- Shakira
- Beyoncé
- Christina Aguilera
- Nelly Furtado

### Miglior R&B
- Beyoncé
- Mary J. Blige
- OutKast
- Rihanna
- Pharrell Williams

### Miglior album
- Confessions on a Dancefloor, Madonna
- Stadium Arcadium, Red Hot Chili Peppers
- Back to Basics, Christina Aguilera
- Loose, Nelly Furtado
- Black Holes & Revelations, Muse

### Miglior artista Alternative
- System of a Down
- Arctic Monkeys
- Muse
- The Raconteurs
- KoЯn

### Miglior artista Rock
- Red Hot Chili Peppers
- Evanescence
- The Killers
- Keane
- The Strokes

### Miglior artista Pop
- Madonna
- Christina Aguilera
- Shakira
- Robbie Williams
- Justin Timberlake

### Miglior video
- A Million Ways, OK Go
- Crazy, Gnarls Barkley
- We Are Your Friends, Justice vs. Simian
- Stupid Girls, Pink (cantante)
- Touch the Sky, Kanye West

### Miglior artista maschile
- Justin Timberlake
- Kanye West
- Pharrell Williams
- Robbie Williams
- Sean Paul

### Miglior artista emergente
I vincitori non sono stati decretati dai telespettatori di MTV ma dalle celebrità in persona.
- Gnarls Barkley

Altri nominati nella categoria:
- Panic! at the Disco
- Ne-Yo
- Fall Out Boy
- Lily Allen
- We Are Scientists
- Arctic Monkeys
- Lordi

## Premi regionali

### Miglior artista adriatico
- Aleksandra Kovač
- Edo Maajka
- Let 3
- Neisha
- Siddharta

### Miglior artista africano
- Freshlyground
- Nameless
- P-Square
- Juma Nature
- Anselmo Ralph

### Miglior artista baltico
- Brainstorm
- Vanilla Ninja
- Skamp
- Inculto
- Tanel Padar & the Sun

### Miglior artista danese
- Kashmir
- Outlandish
- Nik & Jay
- L.O.C.
- Spleen United

### Miglior artista olandese & belga
- Anouk
- dEUS
- Gabriel Rios
- Pete Philly
- Kane

### Miglior artista finlandese
- Poets of the Fall
- Lordi
- Von Hertzen Brothers
- Olavi Uusivirta
- PMMP

### Miglior artista francese
- Diam's
- Bob Sinclar
- Rohff
- Olivia Ruiz
- 113

### Miglior artista tedesco
- Bushido
- Die Toten Hosen
- Rammstein
- Silbermond
- Sportfreunde Stiller

### Miglior artista italiano
- Jovanotti
- Lacuna Coil
- Finley
- Mondo Marcio
- Tiziano Ferro

### Miglior artista norvegese
- Elvira Nikolaisen
- Serena Maneesh
- Mira Craig
- Amulet
- Marit Larsen

### Miglior artista polacco
- Virgin
- Coma
- Blog 27
- Hey
- SiStars

### Miglior artista portoghese
- Boss AC
- David Fonseca
- Expensive Soul
- Mind Da Gap
- Moonspell

### Miglior artista rumeno
- DJ Project
- Blondy
- Morandi
- Paraziții
- Simplu

### Miglior artista russo
- Dima Bilan
- t.A.T.u.
- Valerij Meladze
- Gorod 312
- Uma2rman

### Miglior artista spagnolo
- La Oreja de van Gogh
- Pereza
- [a Excepción
- Macaco
- Nena Daconte

### Miglior artista svedese
- Lisa Miskovsky
- Snook
- The Sounds
- The Knife
- Peter Bjorn and John

### Miglior artista UK & Irlanda
- Arctic Monkeys
- Corinne Bailey Rae
- Lily Allen
- Muse
- The Kooks

## Esibizioni
- Justin Timberlake — SexyBack / My Love / LoveStoned
- Nelly Furtado — Maneater
- Muse — Starlight
- The Killers — When You Were Young
- Keane — Is It Any Wonder?
- P. Diddy (featuring Cassie) — Come to Me
- Rihanna — SOS
- Snoop Dogg (featuring Pharrell Williams) — Drop It like It's Hot
- Outlandish — I'm Callin' You
- Jet — Rip It Up
- Lordi — Hard Rock Hallelujah

## Altri interventi
- Moby
- Sugababes
- Robbie Williams
- Lordi
- Daniel Craig
- Mads Mikkelsen
- Cassie
- Johnny Knoxville e Jeff Tremaine
- Borat
- Adrien Brody
- Timbaland
- Tiziano Ferro
- Kelis
- Kanye West
- China Moses